# Damion Scott
Pour les articles homonymes, voir Scott.
Damion Scott, né le 28 décembre 1976 en Jamaïque, est un dessinateur et écrivain américain, connu pour son travail sur des bandes dessinées telles que Batman, Robin, Batgirl, Web of Spider-Man et Duppy. Il partage son temps entre New York et Tokyo où il a fondé un studio d'art qui publie une bande dessinée japonaise appelée Saturday Morning Cartoons ou SAM-C.

## Biographie

### Carrière
Damion Scott est diplômé de la Kubert School à la fin des années 1990.
Son style de dessin est influencé par la culture Hip-hop. En 2006, il a écrit un livre, How To Draw Hip-Hop, qui a été publié par Watson-Guptill.
Il a travaillé sur plusieurs séries de  DC Comics dont Batman, Robin et Batgirl. Damion Scott a également travaillé sur Spider-Man pour Marvel Comics. Il a illustré le numéro 10 de la série Solo en 2006.
En 2007, Scott s'installe au Japon pour travailler dans l'art, créant un magazine et une galerie d'exposition et de street art.
Damion Scott a dessiné la mini-série Raven pour DC Comics en 2008. Il vit actuellement au Japon et est fortement impliqué sur la scène artistique locale, ayant lancé une bande dessinée japonaise intitulée Saturday Morning Cartoons ou SAM-C. Il participe à une Art Showcase dans Harajyuku les 17 et 18 octobre 2009, intitulée "Battle for the Big Toy". En septembre 2012, il a dessiné deux numéros de Web of Spider-Man et une série intitulée Duppy. À cette époque, il a également illustré "The Brooklyn Avengers", une bande dessinée dans laquelle Spiderman s'installe à Brooklyn.
En 2014, Scott a pris en charge les dessins de Ghost Rider, en commençant avec le numéro 6. En 2015, il a aidé sur "Daryl Makes Comics", un projet de Darryl McDaniels,.
En juin 2017, Damion Scott a illustré Accell pour Lion Forge Comics, série écrite par Joe Casey. Après quatorze numéros, la publication est toujours en cours en septembre 2018.

### Vie personnelle
Scott vit au Japon depuis 2007, bien que depuis 2012, il partage son temps entre Tokyo et New York.